# Pentanema spiraeifolium
Enula uncinata (nome scientifico  Pentanema spiraeifolium  (L.) D.Gut.Larr, Santos-Vicente, Anderb., E.Rico & M.M.Mart.Ort., 2018) è una specie di pianta angiosperma dicotiledone della famiglia delle Asteraceae (sottofamiglia Asteroideae, tribù Inuleae e sottotribù Inulinae).

## Etimologia
Il nome del genere deriva da due parole greche "penta" (= cinque) e "nema" (= simile ad un filo). L'epiteto specifico (spiraeifolium) deriva dal greco antico e significa "foglie disposte a spirale".
Il nome scientifico della specie è stato definito dai botanici Carl Linnaeus (1707-1778), David Gutiérrez-Larruscain, María Santos-Vicente, Arne A. Anderberg (1954-), Enrique Rico (1953-) e María Montserrat Martínez Ortega (1969-) nella pubblicazione " Taxon; Official News Bulletin of the International Society for Plant Taxonomy. Utrecht" (  Taxon 67(1): 159 (2018).) del 2018.

## Descrizione

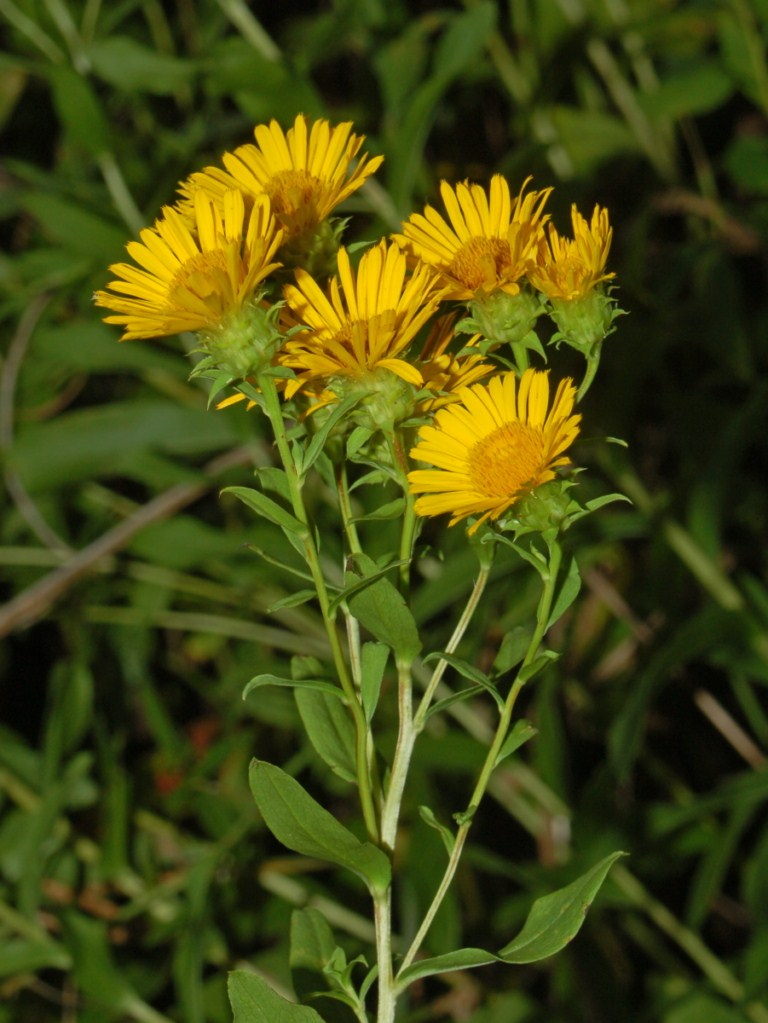
Il portamento

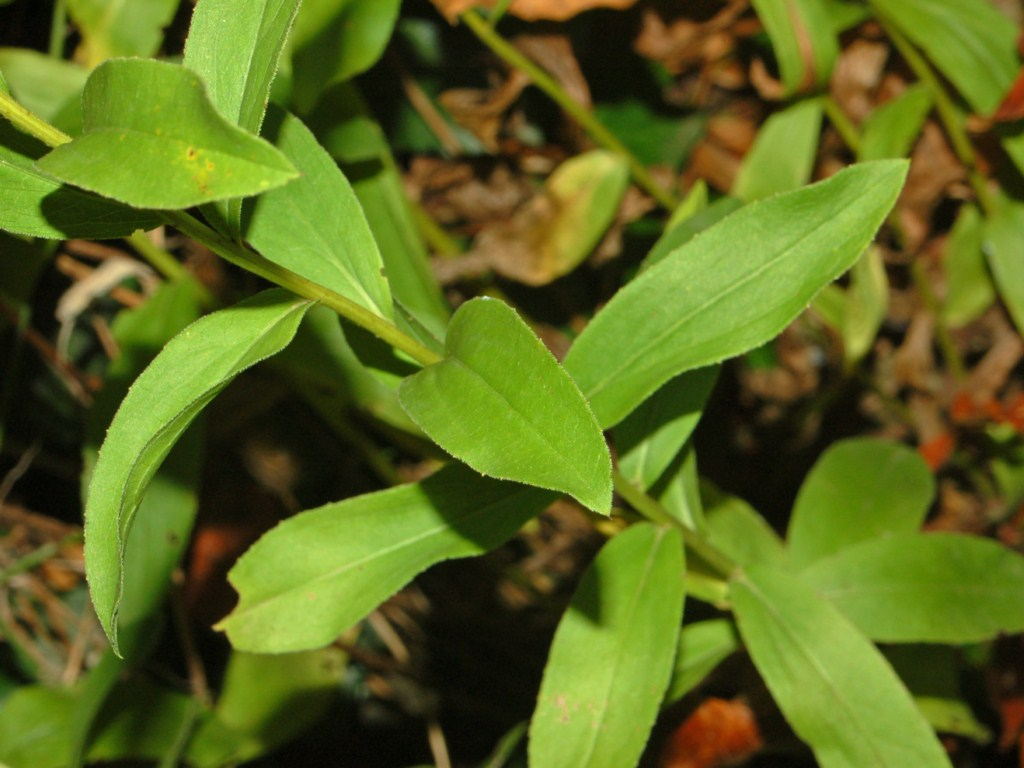
Le foglie

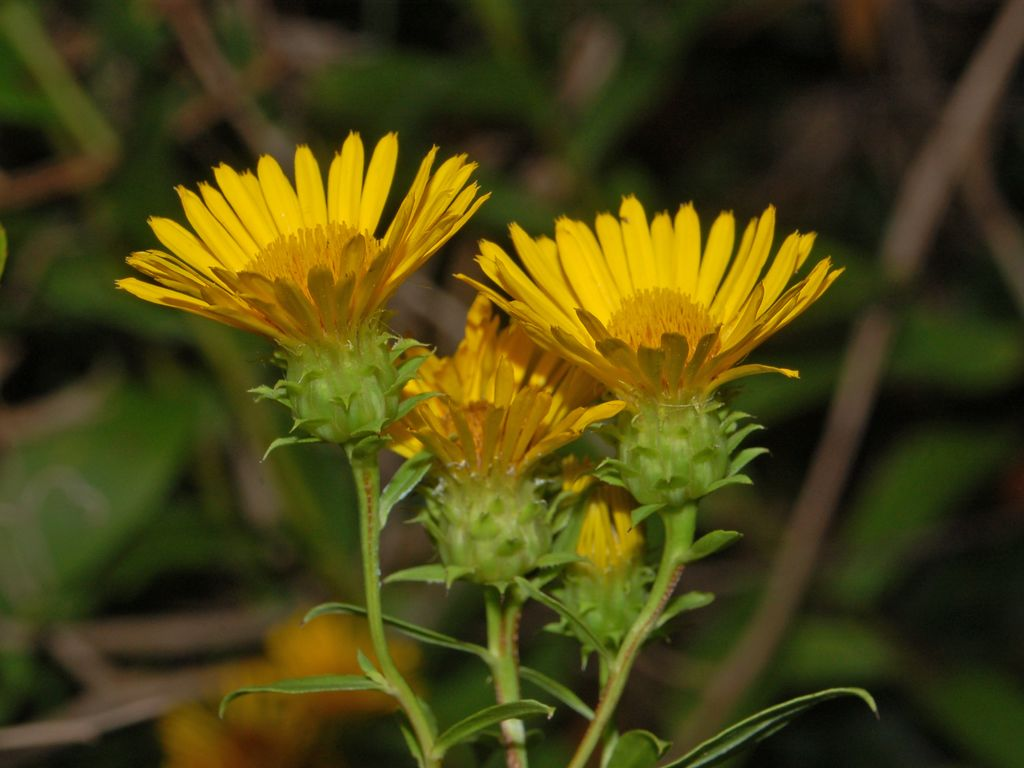
I fiori

Portamento. La specie di questo voce è una erbacea con un ciclo biologico perenne senza canali resinosi. La forma biologica della specie è emicriptofita scaposa (H scap); ossia sono piante perennanti con gemme poste al livello del suolo con fusto allungato e mediamente foglioso. Non sono ghiandolose ma ricoperte da sparsi peli.
Fusto. Altezza media della pianta: da 3 a 8 dm (massimo 7 dm.
- Parte ipogea: la parte sotterranea consiste in un breve rizoma a portamento obliquo-orizzontale.
- Parte epigea: la parte aerea del fusto è eretta, semplice e fogliosa. La superficie si presenta con una pubescenza appressata, è striata e in alto scanalata. Alla base il fusto può essere legnoso.

Foglie. Le foglie sono cauline disposte in modo alterno e patente, sono intere a margini dentati e setolosi e consistenza laminare (non carnosa, ma coriacea); la superficie superiore è lucida e glabra di sopra e con peli sparsi di sotto; la forma è lanceolata con base arrotondata o cuneata abbracciante il caule e acuta all'apice. Dimensione delle foglie: larghezza: 1 – 1,5 mm; lunghezza 4 – 7 mm.
Infiorescenza. Le infiorescenze sono formate da 5-9 capolini. I capolini sono di tipo radiato eterogamo. I capolini sono formati da un involucro emisferico avvolto dalle foglie superiori e composto da brattee disposte in modo embricato al cui interno un ricettacolo fa da base ai fiori ligulati periferici o fiori del raggio e ai fiori tubulosi quelli centrali o del disco. Le brattee, quelle esterne con forma ovato-spatolata, quelle interne lineari, sono disposte generalmente su 3-4 righe; hanno consistenza erbacea o cartilaginea, ma senza margini ialini; gli stereomi non sono divisi. Il ricettacolo è liscio e senza pagliette (a protezione della base dei fiori). Diametro del capolino: 2,5 – 3,5 cm. Diametro dell'involucro: 1 – 1,5 cm. Dimensione delle brattee esterne: larghezza 2-3 x 4-6 mm; lunghezza 5 – 7 mm.
Fiori.  I fiori sono tetra-ciclici (formati cioè da 4 verticilli: calice – corolla – androceo – gineceo) e pentameri (calice e corolla formati da 5 elementi). Si distinguono in:
- fiori del raggio (esterni): sono 35-70 e sono femminili e sono disposti su una o più serie; la forma è ligulata (zigomorfa);
- fiori del disco (centrali): sono più numerosi con forme brevemente tubulose (attinomorfe); sono ermafroditi e fertili.

- Formula fiorale:

*/x K {\displaystyle \infty }, [C (5), A (5)], G 2 (infero), achenio
- Calice: i sepali del calice sono ridotti ad una coroncina di squame.

- Corolla: lunghezza del tubo dei fiori periferici: 4 mm; dimensione della ligula dei fiori periferici: lunghezza 10 mm;

- fiori del raggio: la forma della corolla alla base è più o meno tubulosa-imbutiforme, mentre all'apice è ligulata e molto più lunga dell'involucro; la ligula può terminare con alcuni denti; il colore è giallo brillante;
- fiori del disco: la forma è tubulare bruscamente divaricata in 4-5 brevi lobi; il colore è giallo scuro.

- Androceo: l'androceo è formato da 5 stami sorretti da filamenti generalmente liberi; gli stami sono connati e formano un manicotto circondante lo stilo; le teche (produttrici del polline) sono troncate e non sono speronate. La base delle antere può essere lunga o corta con code ramificate. Il tessuto dell'endotecio è a forma radiata. Le cellule del collare dei filamenti sono piatte o di tipo mammelloso.

- Gineceo: il gineceo ha un ovario uniloculare infero formato da due carpelli.[6] Lo stilo è unico e con due stigmi nella parte apicale. Gli stigmi spesso sono provvisti di peli acuti che terminano sopra la biforcazione senza raggiungerla, oppure da peli ottusi che terminano ben al di sotto della biforcazione. Le superfici stigmatiche confluiscono all'apice, mentre alla base sono separate in due distinte linee (lignee stigmatiche marginali[8]). Il polline è spinuloso.

- Antesi: da giugno a settembre.

Frutti. I frutti sono degli acheni glabri con pappo a setole (da 30 a 40) dentate disposte in un unico rango. L'epidermide dell'achenio è caratterizzata da lunghi cristalli. Lunghezza dei frutti: 1,5 – 2 mm. Lunghezza delle setole: 7 – 8 mm.

## Biologia
Impollinazione: tramite insetti (impollinazione entomogama tramite farfalle diurne e notturne).

Riproduzione: la fecondazione avviene fondamentalmente tramite l'impollinazione dei fiori.

Dispersione: i semi cadono a terra e vengono dispersi soprattutto da insetti come formiche (disseminazione mirmecoria). Un altro tipo di dispersione è zoocoria: gli uncini delle brattee dell'involucro (se presenti) si agganciano ai peli degli animali di passaggio che portano così i semi anche su lunghe distanze. Inoltre per merito del pappo (se presente) il vento può trasportare i semi anche per alcuni chilometri (disseminazione anemocora).

## Distribuzione e habitat

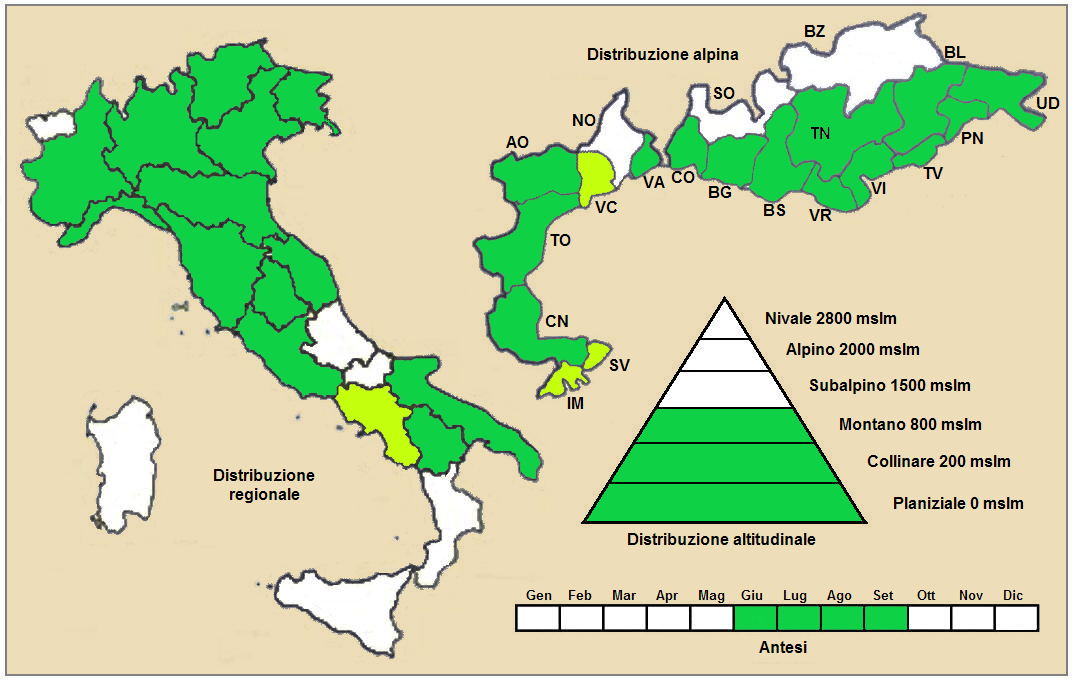
Distribuzione della pianta (Distribuzione regionale – Distribuzione alpina)

Geoelemento: il tipo corologico (area di origine) è  Sud Europeo.

Distribuzione: in Italia questa specie si trova raramente soprattutto al Nord. Nelle Alpi ha una distribuzione discontinua. Fuori dall'Italia, sempre nelle Alpi, questa specie si trova in Francia. Sugli altri rilievi collegati alle Alpi è presente nel Massiccio del Giura, Massiccio Centrale e Monti Balcani. Altrove si trova in nell'Europaa mediterranea centrale e in Iran.

Habitat: l'habitat tipico per queste piante sono le rupi e i pendii aridi. Il substrato preferito è calcareo con pH basico, bassi valori nutrizionali del terreno che deve essere arido.

Distribuzione altitudinale: sui rilievi alpini, in Italia, queste piante si possono trovare fino a 1000 m s.l.m.; nelle Alpi frequentano quindi i seguenti piani vegetazionali: collinare, montano e in parte quello subalpino (oltre a quello planiziale). 

## Fitosociologia
Areale alpino
Dal punto di vista fitosociologico alpino la specie di questa voce appartiene alla seguente comunità vegetale:
Formazione: comunità delle macro- e megaforbie terrestri.
Classe: Trifolio-Geranietea sanguinei
Ordine: Origanetalia vulgaris
Alleanza: Geranion sanguinei
Areale italiano
Per l'areale completo italiano la specie di questa voce appartiene alla seguente comunità vegetale:
Macrotipologia: vegetazione forestale e preforestale.
Classe: Querco roboris-Fagetea sylvaticae Br.-Bl. & Vlieger in Vlieger, 1937
Ordine: Quercetalia pubescenti-Petraeae Klika, 1933
Alleanza: Carpinion orientalis Horvat, 1958
Suballeanza: Ostryo-Carpinenion orientalis Poldini, 1982
Descrizione. La suballeanza Ostryo-Carpinenion orientalis è relativa alle comunità forestali diffuse nelle aree submediterranee del settore nord-orientale delle Alpi meridionali, su substrati di natura carbonatica e marnoso-arenacea. La distribuzione della sub-alleanza è presente nel settore nord-orientale delle Alpi meridionali dal Friuli fino al lago di Garda.
Specie presenti nell'associazione: Quercus pubescens, Ostrya carpinifolia, Fraxinus ornus, Asparagus acutifolius, Sesleria autumnalis, Brachypodium rupestre, Cotinus coggygria, Crataegus monogyna, Lonicera etrusca, Pentanema spiraeifolium, Tanacetum corymbosum, Coronilla emerus, Helleborus istriacus, Paeonia officinalis, Pulmonaria australis, Cnidium silaifolium.
Altre alleanze e associazioni per questa specie sono:
- Astragalenion monspessulani

## Sistematica
La famiglia di appartenenza di questa voce (Asteraceae o Compositae, nomen conservandum) probabilmente originaria del Sud America, è la più numerosa del mondo vegetale, comprende oltre 23.000 specie distribuite su 1.535 generi, oppure 22.750 specie e 1.530 generi secondo altre fonti (una delle checklist più aggiornata elenca fino a 1.679 generi). La famiglia attualmente (2021) è divisa in 16 sottofamiglie; la sottofamiglia Asteroideae è una di queste e rappresenta l'evoluzione più recente di tutta la famiglia.

### Filogenesi
La tribù Inuleae (comprendente le Inulinae) è una delle 21 tribù della sottofamiglia Asteroideae). Da un punto di vista filogenetico, la tribù Inuleae, all'interno della sottofamiglia, fa parte del gruppo "Helianthodae". La sottotribù Inulinae è caratterizzata dalla particolare pubescenza dello stilo e dagli acheni con cristalli di ossalato di calcio. Il genere Pentanema è caratterizzato da capolini in prevalenza eterogami, da foglie compatte, piatte con forme ellittiche e fiori gialli.
Nella pubblicazione "Flora d'Italia" le specie di Pentanema della flora italiana sono suddivise in tre gruppi. Pentanema spiraeifolium appartiene al gruppo caratterizzato da fiori ligulati più grandi dell'involucro, foglie basali molto ridotte, diametro dei capolini variabile tra 1-3,5 cm, brattee esterne lanceolate con dimensioni ridotte e foglie cauline abbraccianti il fusto.
I caratteri distintivi della specie  Pentanema spiraeifolium sono:
- le foglie sono più o meno erette con base arrotondata o cuneata;
- i capolini sono in genere 5-9 per infiorescenza.

Il numero cromosomico delle specie di questa voce è: 2n = 16.

### Sinonimi
Sono elencati alcuni sinonimi per questa entità:
- Inula spiraeifolia L.
- Inula squarrosa subsp. spiraeifolia  (L.) Nyman